# بنبوي
بنبوي أو پينبوي هي ملكة مصرية قديمة عاشت في عهد الأسرة الأولى، وهي في أرجح الأقوال زوجة الملك جر، وقد وجد اسمها منقوشاً على قطع عديدة من العاج.

## هويتها
هناك على الأقل ثلاث قطع من العاج يظهر عليها اسم الملكة بنبوي، تم العثور على اثنتين في مقبرة الملك جر في أبيدوس، والثالثة (متضررة بشدة) تم العثور عليها في سقارة في قبر مجهول. وتظهر القطع، التي تسمى ألواح السنوات، تصويراً للاحتفالات العديدة، مثل التضحية البشرية وعرض للعديد من الأمور المتعلقة بالعبادة للآلهة في هذا الوقت المبكر من التاريخ المصري. وفي مركز النقش تظهر اثنتان من الملكات المتوفيات. وهي تظهر في شكل التمثال النصفي مع رؤوس إناث وتسريحات مميزة للشعر، وقد رسمن مستريحات على ركائز كأنها أعمدة قصر مزينة. وهناك نوافير من الدم تخرج من جبهتيهما، والتي ترمز إلى وفاة السيدتين. وفي أوقات سابقة تم تفسير هذه النوافير الدموية بشكل دقيق على أنها زهور أو الأفعى الملكية الحارسة. وقد تم كتابة اسمي السيدتين على حد سواء بعلامة هيروغليفية نادرة مماثلة للعلامة المعروفة في وقت لاحق عن الأسرة الأولى لكلمة «البراز» أو «الفضلات»، والعلامات هنا ببساطة تعني «ماتت» أو «الموت». أول سيدة يمكن تحديدها بأنها الملكة بنبوي، وهذا الاسم يعني «مقعد السيدين». ويمكن الاستدلال على اسمها أيضا بلقب ورت حتس، والذي يعني «صاحبة صولجان حتس الكبير»، الذي يعني أنها زوجة ملكية. وهناك سيدة أخرى في النقوش يجب أن تكون أيضا ملكة، ولكن من رتبة أقل. وكان لقبها مآا حرو، بمعنى «التي ترى حورس». ولسوء الحظ، اسمها من الصعب جدا أن يقرأ، وقد تكون مكتوباً بثلاثة رموز أسماك.
و يبدو أن وفاة بنبوي تم تسجيلها على حجر باليرمو الشهير في نافذة أحداث السنة الرابعة للملك جر. ويشتبه عالم المصريات فولفغانغ هيلك في أن الملكة بنبوي توفيت بعنف أو بواسطة قطع الرأس، لأن علامة السيدة الملكية المتوفاة في نافذة العام مصحوبة بالعلامة الهيروغليفية لهدهد مقطوع الرأس.